# Leptoclinides lissus
Leptoclinides lissus är en sjöpungsart som beskrevs av Roxanne Irene Hastings 1931. Leptoclinides lissus ingår i släktet Leptoclinides och familjen Didemnidae. Inga underarter finns listade i Catalogue of Life.